# 章钰
章钰（1865年—1937年），字式之，号茗簃，江苏长洲人（今江苏苏州），清末民国初年的藏书家、校勘学家。

## 生平
光绪二十九年（1903年）考中进士，同年閏五月，以主事分部学习，官至外务部主事。1907年任江苏师范学堂校长。其著作有《四当斋集》、《钱遵王读书敏求记校正》、《胡刻通鉴正文校宋记》。